# Andrzej Pluta (2000)
Andrzej Mateusz Pluta (Ruda Śląska, 3 giugno 2000) è un cestista polacco.

## Biografia
È il figlio dell'ex cestista Andrzej Pluta.

## Palmarès
- Coppa di Polonia: 1

Trefl Sopot: 2023